# Mr. Morgan's Last Love
Pour plus de détails, voir Fiche technique et Distribution.
Mr. Morgan's Last Love est une comédie dramatique germano-franco-américaine écrite et réalisée par Sandra Nettelbeck sorti en 2013. Le film s’inspire d’un roman de Françoise Dorner La Douceur Assassine. Les acteurs principaux en sont Michael Caine et Clémence Poésy.

## Fiche technique
- Titre original : Mr. Morgan's Last Love
- Titre français :
- Titre québécois :
- Réalisation : Sandra Nettelbeck
- Scénario : Sandra Nettelbeck d'après La Douceur assassine de Françoise Dorner
- Direction artistique : Stanislas Reydellet
- Décors : Arnaud Denis
- Costumes : Maïra Ramedhan Levi
- Photographie : Michael Bertl
- Son : Srdjan Kurpjel
- Montage : Christoph Strothjohann
- Musique : Hans Zimmer
- Production : Astrid Kahmke, Frank Kaminski, Sidney Kimmel, Philipp Kreuzer, Helge Sasse et Ulrich Stiehm
- Société(s) de production : Bavaria Film, Elzévir Films, Kaminski.Stiehm.Film GmbH, Scope Pictures et Sidney Kimmel Entertainment
- Société(s) de distribution :  Senator Film
- Budget :
- Pays d’origine :  Allemagne/ États-Unis/ France
- Langue originale : anglais
- Format : couleur -
- Genre : comédie dramatique
- Durée  : 116 minutes
- Dates de sortie  :  Belgique :2 octobre 2013
- Allemagne : 2013

## Distribution
- Michael Caine : Matthew Morgan
- Clémence Poésy : Pauline
- Gillian Anderson : Karen
- Justin Kirk : Miles Morgan
- Jane Alexander : Joan
- Richard Hope : Philatéliste
- Christelle Cornil : la boulangère
- Alix Poisson: la vendeuse
- Anne Alvaro : Colette Léry
- Yannick Choirat : Lucien
- Michelle Goddet : Mme Dune

## Distinctions

### Nominations
- Festival international du film de Locarno 2013 : hors compétition, sélection « Piazza Grande »